# 扎波韦德内山脉
扎波韦德内山脉（俄语：Заповедный Хребет）是锡霍特山脉的东南部分，从日本海海岸向内陆延伸，属滨海边疆区。最高点乔尔纳亚山海拔1,380米，兹维奥兹多奇卡山标高959米，靠近普列奥布拉热尼耶。